# Séisme de 1934 au Panama
Le séisme de 1934 au Panama s'est produit à 19 h 36 heure locale (8 h 20 UTC) le 17 juillet 1934.